# 科尔霍斯特环形山

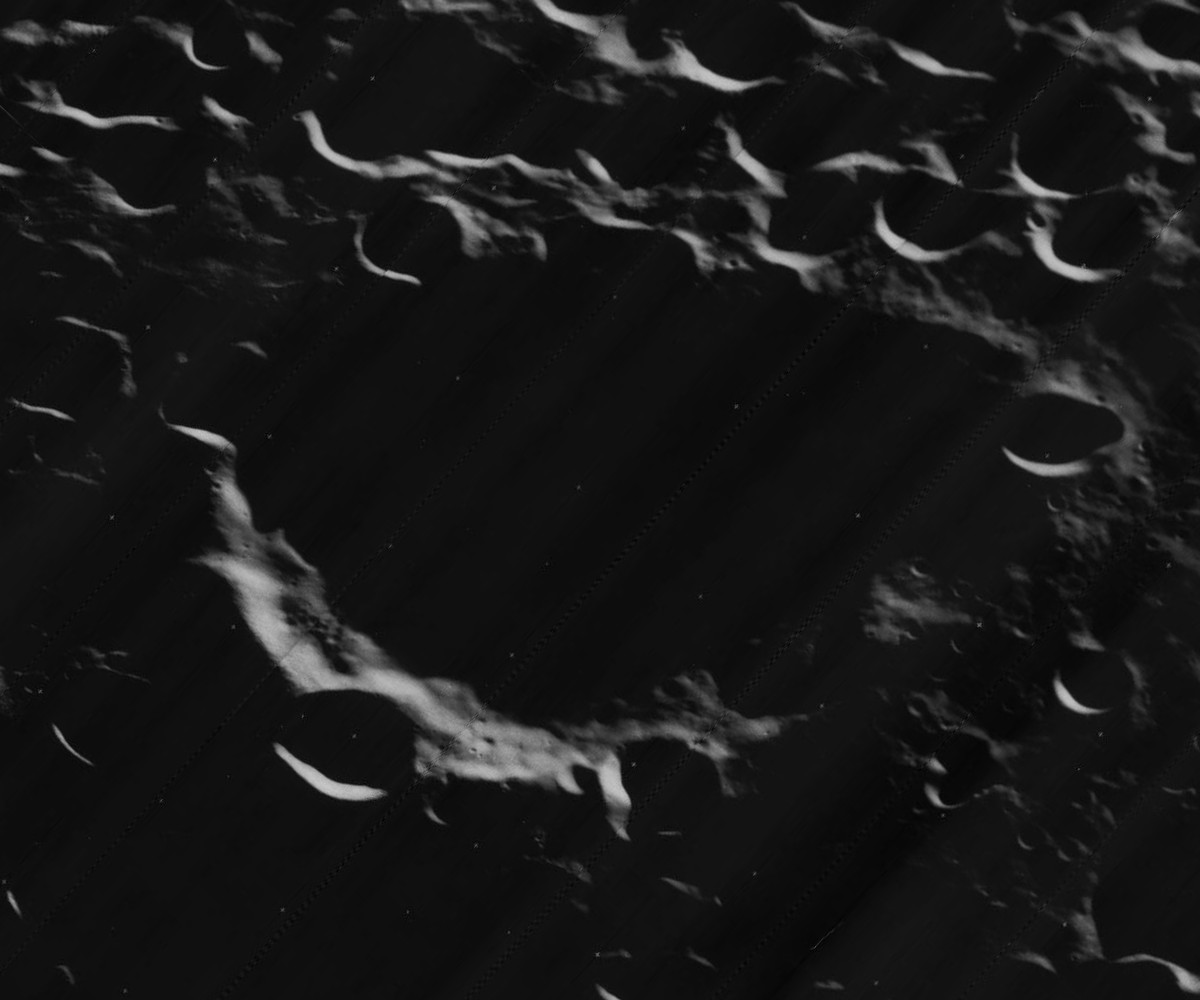
月球轨道器5号拍摄的一幅科尔霍斯特环形山西向斜视图，当时该陨坑正位于月球昼夜线上。

科尔霍斯特环形山(Kolhörster)是月球背面北半球一座古老的大型撞击坑，约形成于酒海纪代，其名称取自德国物理学家及宇宙射线研究先驱韦纳·海因里希·古斯塔夫·科尔赫斯特(Werner Heinrich Gustav Kolhörster ，1887年-1946年)，1970年被国际天文联合会正式批准接受。

## 描述
该陨坑西北偏西毗邻卡末林·昂内斯环形山、东侧靠近布特列洛夫陨石坑，而迈克耳孙环形山则位于它的西南面。科尔霍斯特环形山的南面为链坑区，产生于雨海撞击盆地形成时的二次撞击，其中东南相隔一座陨坑距离处为洛伊施纳链坑，而往南更远处则是迈克耳孙链坑(Catena Michelson)。
陨坑中心月面坐标为10°47′N 115°01′W / 10.79°N 115.01°W，直径78.8公里，深度2.8公里。 
科尔霍斯特环形山外观呈多边形状，因存续时间悠久而侵蚀明显。陨坑坡壁平缓，除西北偏西侧外，沿边缘坐落或横跨着数座较大的陨石坑，而东北侧边缘有些内缩。坑壁平均高出周边地形1460米，内部容积约有9200公里3；碗状的坑底较为平坦，地表上除一些小陨洞痕迹外，无其它地貌结构。